# Bildungssystem in Nordmazedonien

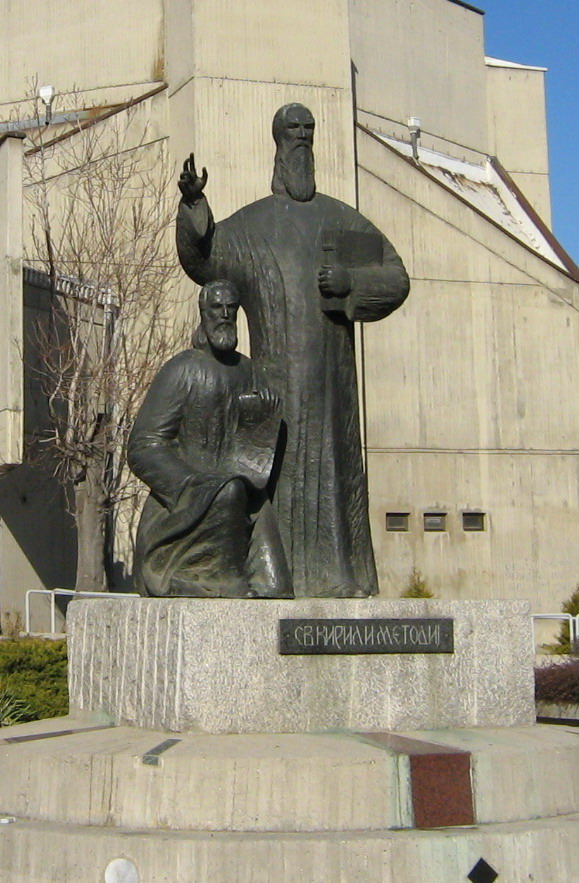
Denkmal für die hl. Kyrill und Method auf dem Campus der Universität Skopje

Das Bildungssystem des EU-Beitrittskandidaten Nordmazedonien ist um eine Angleichung an westeuropäische Vorgaben bemüht. Die Bildungsausgaben betragen 4,7 % des BIP. Die Ergebnisse der PISA-Studien zeigen Ergebnisse deutlich unter dem OECD-Durchschnitt. Historisch bedingt treten im Land Konflikte zwischen den orthodoxen Mazedoniern und der muslimischen Minderheit der Albaner (oder in geringem Maß katholischen mit der berühmten Vertreterin Mutter Teresa) auf, die in der Regel getrennte Schulen besuchen, teilweise auch im Schichtunterricht im selben Schulgebäude.

## Bildungsstufen
Eine neunjährige Schulpflicht ist durch die Verfassung kostenlos. Im Alter von 15–19 Jahren müssen alle Jugendlichen eine vier- oder dreijährige Schul- oder Ausbildung absolvieren. Probleme bei der Schulpflicht gibt es vor allem mit Roma-Kindern, ein Zentrum bildet die Siedlung Opština Šuto Orizari mit mehrheitlich muslimischen Roma.

Bildungssystem in Nordmazedonien

Die Schule ist in zwei Stufen unterteilt: Die Grundstufe dauert neun Jahre, fünf Jahre bei einem Klassenlehrer und vier Jahre bei Fachlehrern. Danach können die Schüler ihre Ausbildung in einer Mittelschule fortsetzen, wozu das Gymnasium gehört, das in vier Jahren zum Abitur (Matura) führt. Das Notensystem reicht von eins bis zur Bestnote fünf.
Wegen der sinkenden Geburtenrate und die Abwanderung ins Ausland sinkt die Zahl der Studierenden. 57.000 Studierende wurden für das Studienjahr 2018/2019 angegeben. Aufgrund eines schlechten Ausbildungsangebots gibt es nur die Möglichkeit, entweder direkt nach der Schule mit einem Beruf zu beginnen oder sich für ein Studium einzuschreiben. Die Mehrheit der Schulabgänger tut letzteres wegen der hohen Jugendarbeitslosigkeit.
In Skopje bietet das 1944 gegründete Josip-Broz-Tito-Gymnasium eine Deutschklasse an. Deutschunterricht wird auch als Basis für einen Deutschlandaufenthalt gesucht.
Im nordmazedonischen Berufsbildungssystem gibt es drei Niveaustufen:
- Das zweijährige fachbezogene Anlernen schließt mit dem Abschluss Fachliche Befähigung (Уверение за стручна оспособеност). Zugangsvoraussetzungen für einen Anlernkurs ist der Abschluss der neunjährigen Grundschulbildung.
- Nach einer dreijährigen Berufsausbildung wird das Abschlussprüfungszeugnis (Диплома за завршен испит) ausgestellt (Abschluss der neunjährigen Grundschule notwendig oder der Abschluss eines zweijährigen fachbezogenen Anlernens).
- Die Voraussetzung für den Beginn einer vierjährigen beruflichen Ausbildung, die mit dem Abitur (Државна матура) endet, ist der Abschluss der neunjährigen Grundschule oder der Abschluss eines zweijährigen fachbezogenen Anlernens. Die Abiturprüfung ist die Voraussetzung für weitere Hochschulbildung.

Das Land folgt dem Bologna-Prozess in der Hochschulbildung und dem European Qualifications Framework in der Berufsbildung. Alle Studienplätze sind kostenpflichtig, es wird aber nach Noten differenziert.

## Geschichte

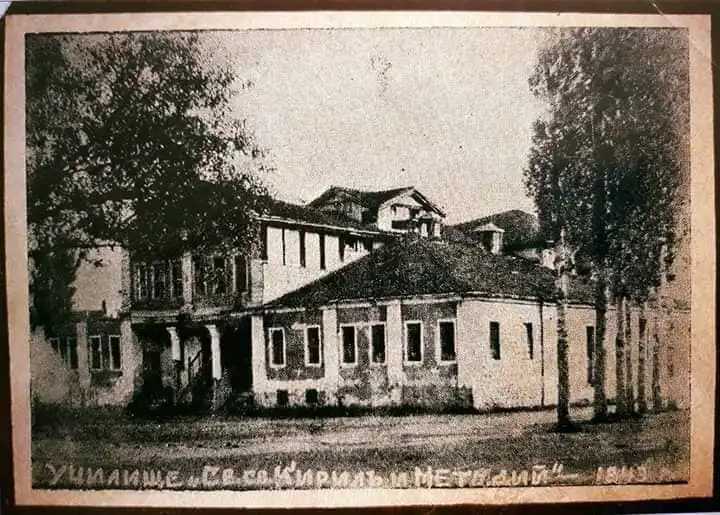
Die bulgarische Grundschule in Prilep (1843)

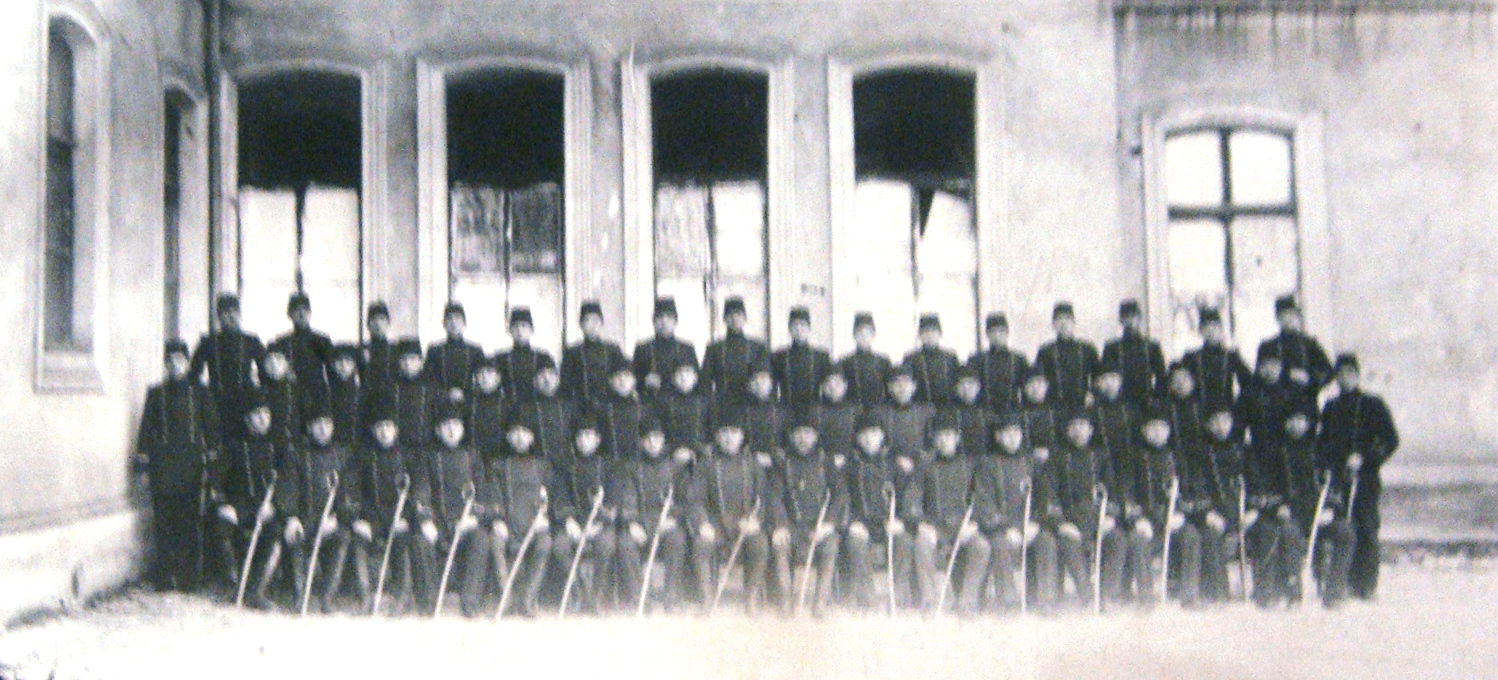
Türkische Militärakademie in Manastır (heute Bitola, 1909)

Auch wenn das Bildungswesen in Nordmazedonien heute in einer alten historischen Tradition steht, ist es primär eng mit der Unabhängigkeit des Landes im Jahr 1991 verbunden und im Vergleich zu anderen Ländern in der Region relativ jung.
Die von den bulgarischen Zaren errichtete und geförderte Schule von Ohrid legte um die Jahrtausendwende eine religiöse und bildungsmäßige Grundlage für die kirchliche Lehre und das Altbulgarische im westlichen Teil des Reiches und zusammen mit anderen Schulen im gesamten Südosteuropa (siehe Goldenes Zeitalter der mittelalterlichen bulgarischen Kultur). Der Schulleiter war neben dem heiligen Kliment von Ohrid der heilige Naum († 905). Auch nach dem Niedergang des mittelalterlichen Bulgarischen Reiches blieb nun unter byzantinischem und serbischem Einfluss die Region um Ohrid als Hauptort eines Bistums eines der christlichen Zentren Südosteuropas.
Nach der Eroberung der Region durch die Osmanen im 15. Jahrhundert bestand das Bistum weiter, wurde jedoch wegen des wachsenden Einflusses der Phanarioten in Konstantinopel 1767 aufgelöst und dem griechisch-dominierten Patriarchat von Konstantinopel unterstellt. Fortan wurde Griechisch zur ersten Bildungssprache. Im Zuge der Tanzimat-Reformen von 1856 konnten sich in den folgenden Jahren jedoch bulgarische Kirchengemeinden bilden, die zunächst einfache Schulen unterhielten, die mit den griechischen in direkter Konkurrenz standen (siehe Bulgarisch-griechischer Kirchenkampf). Der Prozess mündete in der Abspaltung der Bulgarisch-Orthodoxen vom Patriarchat von Konstantinopel und der Bildung mehrerer bulgarischer Grund- und weiterführender Schulen in der ganzen Region (sogenannte Exarchatsschulen). Die Lehrer und Leiter der bulgarischen Bildungsstätten wurden in dieser Zeit von der Bulgarisch-orthodoxen Kirche ernannt, zusammen mit der Kirchengemeinde oder dem Bildungsverein vor Ort mitfinanziert und unterstanden dem örtlichen Bischof (siehe Millet-System). Um sich von den Bildungsstätten der Bulgarisch-katholischen Kirche zu unterscheiden, wurden die orthodoxen Schulen nach der zu dieser Zeit existierenden kirchlichen Organisation, dem Bulgarischen Exarchat, auch oft Exarchatsschulen und deren Lehrer Exarchatslehrer genannt. In beiden Bildungseinrichtungen, katholischen wie orthodoxen, wurden neben geistlichen Fächern wie Religion auch weltliche Fächer unterrichtet. Hinzu kamen Bildungseinrichtungen für die osmanisch-türkische und zum Teil albanische Oberschicht, wie die Militärakademie in Bitola, und mit dem Erstarken des serbischen Nationalismus, serbische Schulen.
Nach dem Ersten Balkankrieg von 1912/1913 wurde die Region serbisch. Alle bulgarischen, griechischen und türkischen Bildungseinrichtungen wurden geschlossen, die Lehrer vertrieben und durch serbische ersetzt. Bis zur Unabhängigkeit Nordmazedoniens im Zuge des Zerfalls Jugoslawiens wurde das Bildungssystem vom serbischen bzw. jugoslawischen Staat vorgegeben. Das heutige Bildungssystem Nordmazedoniens basiert auf dem von Jugoslawien bis 1992. Seit 2007/08 wurde die Schulpflicht von acht auf neun Jahre verlängert.
Die älteste Universität des Landes, die Universität „Heiliger Kyrill und Method“ in der Hauptstadt Skopje wurde 1943 gegründet und hat heute 25.220 Studenten (Stand 2019). Die erste albanische Universität von Tetovo wurde 1994 gegründet.

## Einzelbelege
1. ↑  Nordmazedonien - Statistisches Bundesamt. Abgerufen am 10. Februar 2024.
2. ↑  https://www.oecd.org/publication/pisa-2022-results/country-notes/north-macedonia-bfdbb774/
3. ↑  Streit in Bitola um albanische Schulklasse. In: Neue Zürcher Zeitung. 23. September 2003, ISSN 0376-6829 (nzz.ch [abgerufen am 10. Februar 2024]).
4. ↑  Ylber Sela: Der Konflikt in Macedonien: im Hinblick auf eine zukünftige Mitgliedschaft in die Europäische Union. SVH, Saarbrücken 2009, ISBN 978-3-8381-0528-4.
5. ↑  Bildungswesen: Anabin - Informationssystem zur Anerkennung ausländischer Bildungsabschlüsse. Abgerufen am 10. Februar 2024.
6. ↑  Gymnasium Josip Broz Tito. Abgerufen am 11. Februar 2024.
7. ↑  Überblick: Bildung und Wissenschaft. Abgerufen am 10. Februar 2024.
8. ↑  R. J. Crampton: A Concise History of Bulgaria. Cambridge University Press, 2005, ISBN 978-0-521-61637-9, S. 168 (englisch, google.com).
9. ↑  Запишани студенти на високите стручни школи и факултетите во Република Северна Македонија во академската 2018/2019 година. (PDF) In: stat.gov.mk. Statistical Office of North Macedonia, abgerufen am 30. November 2019 (mazedonisch).